# Świdwin

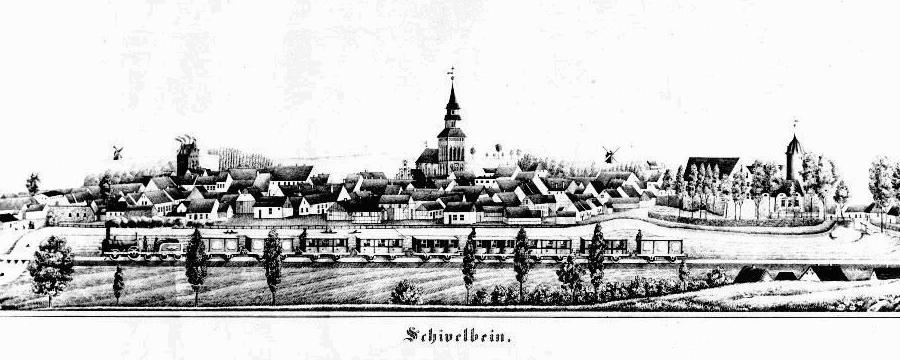
Schivelbein

Świdwin là một thị trấn thuộc huyện Świdwiński, tỉnh Zachodniopomorskie ở tây-bắc Ba Lan. Thị trấn có diện tích 22 km². Đến ngày 1 tháng 1 năm 2011, dân số của thị trấn là 15487 người và mật độ 692 người/km².